# Středolesí
Středolesí (německy Mittelwald) je malá (původně německá) horská vesnice v Oderských vrších, část města Hranice, místní část Hranice VIII, v okrese Přerov v Olomouckém kraji. Nachází se asi jedenáct kilometrů severozápadně od Hranic. Je tam kostel svatého Antonína Paduánského, dvě kapličky a hřbitov. U vesnice se nachází kopec Studená (625 metrů), který je nejvyšším bodem okresu Přerov.

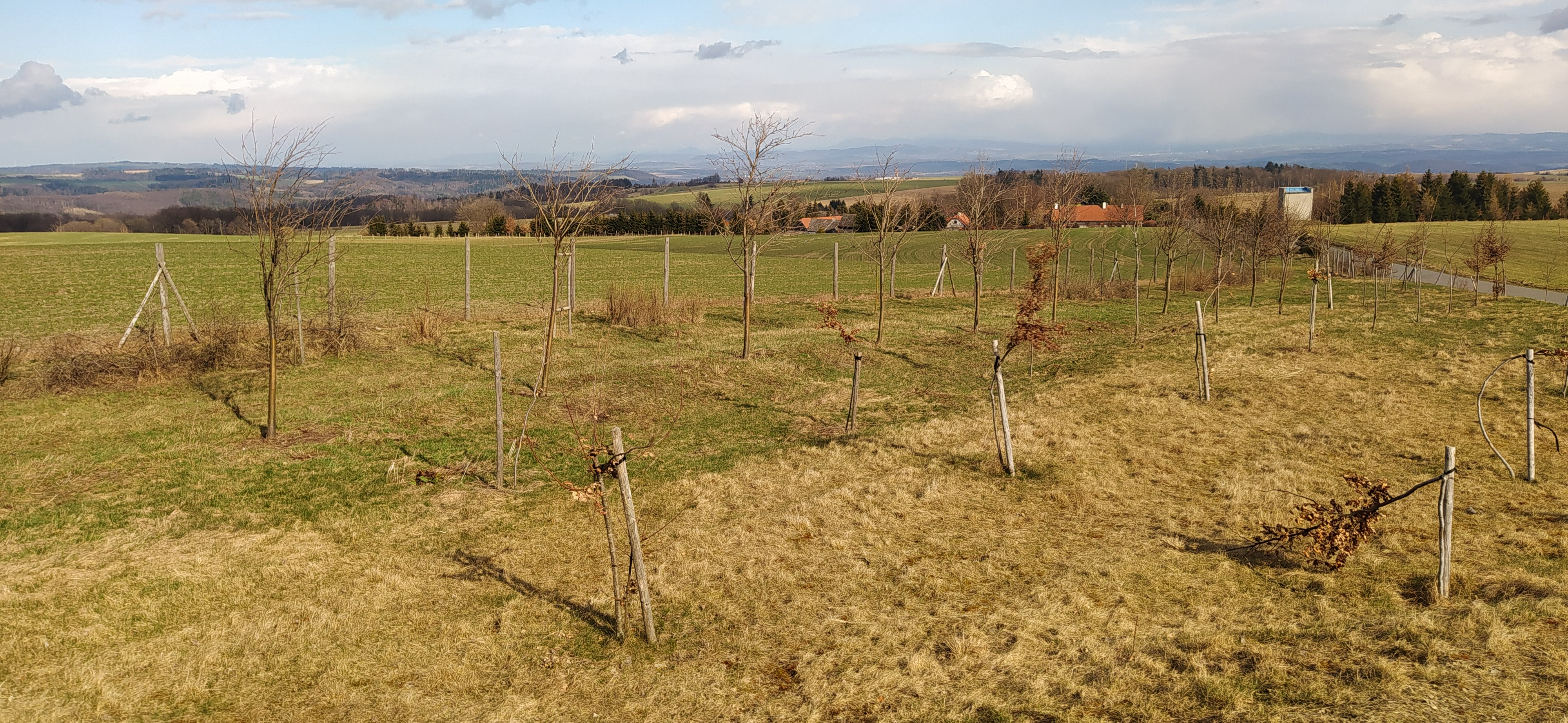
Pohled na Středolesí, Moravskou bránu a Beskydy ze Studené

Ve Středolesí pramení potok Hejnice.
Středolesí je druhou nejmenší částí města Hranice
Do Středolesí vede zelená turistická značka a také několik cyklotras, např. cyklistická trasa 6172.
Středolesí má také hasičskou zbrojnici.
Hranice VIII-Středolesí leží v katastrálním území Středolesí o rozloze 4,86 km².

## Historie
První písemná zmínka o vesnici pochází z roku 1353.

## Obyvatelstvo
| Rok            | 1869 | 1880 | 1890 | 1900 | 1910 | 1921 | 1930 | 1950 | 1961 | 1970 | 1980 | 1991 | 2001 | 2011 | 2021 |
| -------------- | ---- | ---- | ---- | ---- | ---- | ---- | ---- | ---- | ---- | ---- | ---- | ---- | ---- | ---- | ---- |
| Počet obyvatel | 368  | 386  | 360  | 296  | 269  | 284  | 257  | 135  | 105  | 115  | 81   | 56   | 48   | 61   | 71   |
| Počet domů     | 48   | 54   | 55   | 54   | 54   | 52   | 63   | 51   | 27   | 26   | 27   | 30   | 33   | 35   | 36   |

## Obecní správa
Při sčítání lidu v letech 1850–1975 Středolesí bylo samostatnou obcí, se kterým patřilo nejprve do okresu Hranice (1850–1950), ale od roku 190 v okrese Přerov. Od 1. ledna 1976 je částí města Hranice v okrese Přerov.